# Wappen der Extremadura
Das Wappen der Extremadura wurde am 3. Juni 1985 vom Parlament der Autonomen Gemeinschaft der Extremadura durch das Ley 4/1985 festgelegt.

## Beschreibung
In der Heraldik werden die Bezeichnungen rechts und links grundsätzlich aus der Sicht der Person verwendet, die den Schild vor sich her tragen würde, also entgegengesetzt zur Sicht des Betrachters.
Der Wappenschild der Extremadura ist geteilt, im Oberfeld zusätzlich gespalten und trägt einen silbernen Herzschild.
Im rechten Oberfeld steht in Gold ein roter, aufrechter, rotgezungter und rotbewehrter Löwe. Im linken Oberfeld steht in Rot ein goldenes, schwarz vermauertes Kastell mit blauen Tor- und Fensteröffnungen. Im blauen Unterfeld stehen zwei goldene, korinthische Säulen über acht blau-silbernen Wellenbalken im Schildfuß.  Die beiden Säulen sind mit einem silbernen Band verbunden, das in roten Lettern die Inschrift in Majuskeln „Plus Ultra“ trägt. Auf dem aufgelegten silbernen Herzschild steht eine entwurzelte Steineiche mit braunem Stamm und grüner Laubkrone.
Auf dem Wappenschild liegt die offene Königskrone Spaniens, wie sie bis ins 16. Jahrhundert verwendet wurde, mit fünf sichtbaren Blättern.

## Herkunft der Wappenbestandteile
- Der rote Löwe entstammt dem Stadtwappen von Badajoz, wo er seit 1255 in Siegeln auftaucht. Er geht zurück auf die Eroberung der Stadt Badajoz von den Mauren durch den König von León Alfons IX. im Jahre 1228.[1] Allerdings ist der Wappenschild von Badajoz, in dem der rote Löwe steht, seit jeher Blau.
- Das goldene Kastell auf rotem Grund mit blauen Öffnungen entstammt dem Stadtwappen von Cáceres. Es entspricht dem königlichen Wappen von Kastilien, das der Stadt Cáceres anlässlich des Besuchs von Königin Isabella I. am 9. Juli 1477 verliehen wurde.[2]
- Die beiden Säulen im Unterfeld stehen für die Säulen des Herakles an der Straße von Gibraltar. Sie wurden in korinthischer Ordnung gewählt, um an das Alter der 25 v. Chr. von den Römern gegründeten Stadt Mérida zu erinnern, welche die Hauptstadt der Autonomen Gemeinschaft ist.[3]
- Das Spruchband mit dem Motto PLVS VLTRA stammt aus dem persönlichen Wappen Kaiser Karls V. (als spanischer König Karl I.). Es wurde dem spanischen Königswappen ab 1520 beigefügt und verdeutlicht den überseeischen Herrschaftsanspruch Spaniens.[4] Aus der Extremadura stammten u. a. die spanischen Konquistadoren Pedro de Alvarado, Hernán Cortés, Vasco Núñez de Balboa, Francisco Pizarro, Hernando de Soto und Pedro de Valdivia.